# Silene taliewii
Silene taliewii är en nejlikväxtart som beskrevs av Jurij Kleopov.
Silene taliewii ingår i släktet glimmar och familjen nejlikväxter. Inga underarter finns listade i Catalogue of Life.